# Psaenythia collaris
Psaenythia collaris är en biart som beskrevs av Carlos Schrottky 1907. Psaenythia collaris ingår i släktet Psaenythia och familjen grävbin. Inga underarter finns listade i Catalogue of Life.